# 지훈상
지훈상(芝薰賞)은 시인 조지훈의 시와 학문의 업적을 기리기 위해 제정된 상이다. 나남출판사에서 1996년 10월 《조지훈전집》을 발행하면서 지훈상을 제정하기로 했는데 나남출판사의 창업자인 조상호는 조지훈의 선비정신을 되살리기 위해 나남출판의 사옥이름도 지훈빌딩으로, 첫째 아들의 이름도 조지훈으로 지었다.
지훈상은 지훈문학상과 지훈국학상(지훈학술상이라고도 함)을 각각 시상하는데 이것은 시인으로서의 지훈의 업적과 한국학의 선구자로서의 지훈의 업적을 기리기 위한 것이다. 지훈상운영위원회와 나남문화재단에서 수상자를 선정한다.

## 역대 수상 작품 - 지훈문학상
| 회     | 수상 연도 | 작가   | 작품                         |
| ------ | --------- | ------ | ---------------------------- |
| 제1회  | 2001년    | 이수익 | 《눈부신 마음으로 사랑했던》 |
| 제2회  | 2002년    | 이승하 | 《뼈아픈 별을 찾아서》       |
| 제3회  | 2003년    | 고형렬 | 《김포 운호가든집에서》      |
| 제4회  | 2004년    | 이시영 | 《은빛 호각》                |
| 제5회  | 2005년    | 이문재 | 《제국호텔》                 |
| 제6회  | 2006년    | 김기택 | 《소》                       |
| 제7회  | 2007년    | 김명인 | 《파문》                     |
| 제8회  | 2008년    | 신대철 | 《바이칼 키스》              |
| 제9회  | 2009년    | 정일근 | 《기다린다는 것에 대하여》   |
| 제10회 | 2010년    | 나희덕 | 《야생사과》                 |
| 제11회 | 2011년    | 이영광 | 《아픈 천국》                |
| 제12회 | 2012년    | 오정국 | 《파묻힌 얼굴》              |
| 제13회 | 2013년    | 김영승 | 《흐린 날 미사일》           |
| 제14회 | 2014년    | 윤제림 | 《새의 얼굴》                |
| 제15회 | 2015년    | 김사인 | 《어린 당나귀 곁에서》       |
| 제16회 | 2016년    | 유종인 | 《양철지붕을 사야겠다》      |
| 제17회 | 2017년    | 이윤학 | 《짙은 백야》                |

## 역대 수상 작품 - 지훈국학상
| 회     | 수상년도 | 작가               | 작품                                                                               |
| ------ | -------- | ------------------ | ---------------------------------------------------------------------------------- |
| 제1회  | 2001년   | 박경신             | 《한국의 별신굿 무가》                                                             |
| 제2회  | 2002년   | 김태식             | 《미완의 문명 7백년 가야사》                                                       |
| 제3회  | 2003년   | 강관식             | 《조선후기 궁중화원 연구 朝鮮後期 宮中畵員 硏究》                                  |
| 제4회  | 2004년   | 이형성             | 《풀어 옮긴 조선유학사》                                                           |
| 제5회  | 2005년   | 이기갑             | 《국어방언문법》                                                                   |
| 제6회  | 2006년   | 월운(月雲)         | 《선문염송·염송설화》                                                              |
| 제7회  | 2007년   | 곽승훈             | 《신라금석문연구 新羅金石文硏究》 《최치원의 중국사 탐구와 사산비명 찬술》         |
| 제8회  | 2008년   | 강명관             | 《공안파와 조선후기 한문학》                                                       |
| 제9회  | 2009년   | 이상익             | 《주자학(朱子學)의 길》                                                            |
| 제10회 | 2010년   | 한국고전의례연구회 | 《국역 상변통고》                                                                  |
| 제11회 | 2011년   | 김영미             | 《그들의 새마을운동》                                                              |
| 제12회 | 2012년   | 정민               | 《다산의 재발견》 《삶을 바꾼 만남》                                               |
| 제13회 | 2013년   | 문석윤             | 《한국학 고전텍스트의 정본 편성의 의의와 실제 《퇴계의 성학십도 수정에 관한 연구》 |
| 제14회 | 2014년   | 정병욱             | 《식민지 불온열전》                                                                |
| 제15회 | 2015년   | 이강옥             | 《일화의 형성 원리와 서술 미학》                                                   |
| 제16회 | 2016년   | 안대회             | 《담바고 문화사》                                                                  |
| 제17회 | 2017년   | 이영미             | 《한국대중예술사, 신파성으로 읽다》                                                |